# Alberto Oliart Saussol
Alberto Oliart Saussol (Mèrida, Extremadura, 1928 - Madrid, 13 de febrer de 2021), fou un jurista i polític espanyol, diverses vegades ministre en els governs de la UCD presidits per Adolfo Suárez i Lepoldo Calvo-Sotelo.

## Biografia
Va néixer el 1928 a la ciutat de Mèrida, població situada a la província de Badajoz. Va estudiar dret a la Universitat de Barcelona, en la qual es va llicenciar el 1950. Durant els anys d'universitat va compartir amistat i estudis amb els poetes Carlos Barral i Jorge Folch i Rusiñol. Al final de la dècada del 1950 va esdevenir advocat de l'Estat, i el 1963 fou nomenat Cap del Gabinet Tècnic de la Subsecretaria d'Hisenda, i el 1968 ingressà al Tribunal Suprem d'Espanya.
Fou directiu de nombroses empreses, destacant RENFE (1965), Banco Hispano Americano i Banco Urquijo (1973) o Explosivos Rio Tinto, S.A..

## Activitat política
Després de les eleccions generals espanyoles de 1977 Adolfo Suárez el nomenà Ministre d'Indústria i Energia, càrrec en el qual romandrà només uns mesos, fins al febrer de 1978. L'any 1979 va participar en l'elaboració de l'Estatut de Gernika per al País Basc.
Escollit diputat al Congrés en representació de la província de Badajoz en les eleccions generals de 1979, el setembre de 1980 s'encarregarà del Ministeri de Sanitat. El 1981 va ser nomenat Ministre de Defensa per Leopoldo Calvo-Sotelo en el seu primer govern després del cop d'estat del 23 de febrer, mandat en el qual Espanya va ingressar a l'OTAN. Va continuar en el càrrec fins a la formació del primer govern de Felipe González després de la victòria del PSOE en les eleccions generals de l'octubre de 1982.

## Activitat posterior
Després de deixar la política activa, va tornar a la seva activitat com a advocat i va emprendre un negoci de cria de bestiar a la seva finca Los Rafaeles, a Badajoz. Entre 1995 i 2004 va estar associat a l'advocat madrileny José Manuel Romero Moreno. Aficionat a l'escriptura, el 1997 va obtenir el X Premi Comillas de Biografia, Autobiografia i Memòries per
«Contra el olvido», un llibre autobiogràfic, en què rememora fets que van marcar la seva vida des de la infància fins a l'edat adulta.
El 28 juliol 1998 va rebre la Medalla d'Extremadura. El 2008 va ser membre del grup d'experts que va redactar una proposta de reforma de l'Estatut d'Autonomia d'Extremadura.
El dia 11 de novembre de 2009 es va conèixer l'acord de PSOE i PP perquè succeís a Luis Fernández com a president de la Corporació de RTVE, essent nomenat 13 dies després. Durant el seu mandat, TVE va deixar d'emetre publicitat i es va consolidar com a líder d'audiència, tot i les crítiques de manipulació dels informatius pel Partit Popular. Va ocupar el càrrec fins a 2011, presentant la seva dimissió el 6 de juliol d'aquest any per motius personals, després de conèixer que RTVE havia adjudicat un contracte a l'empresa de la qual el seu fill Pau era administrador únic.
Va escriure articles d'opinió en diaris i revistes diverses. Als anys noranta la seva filla Isabel va tenir una relació sentimental amb el cantant Joaquín Sabina, amb qui va tenir dues filles, Carmela Juliana i Rocío.